# 朱庇特与安提俄佩

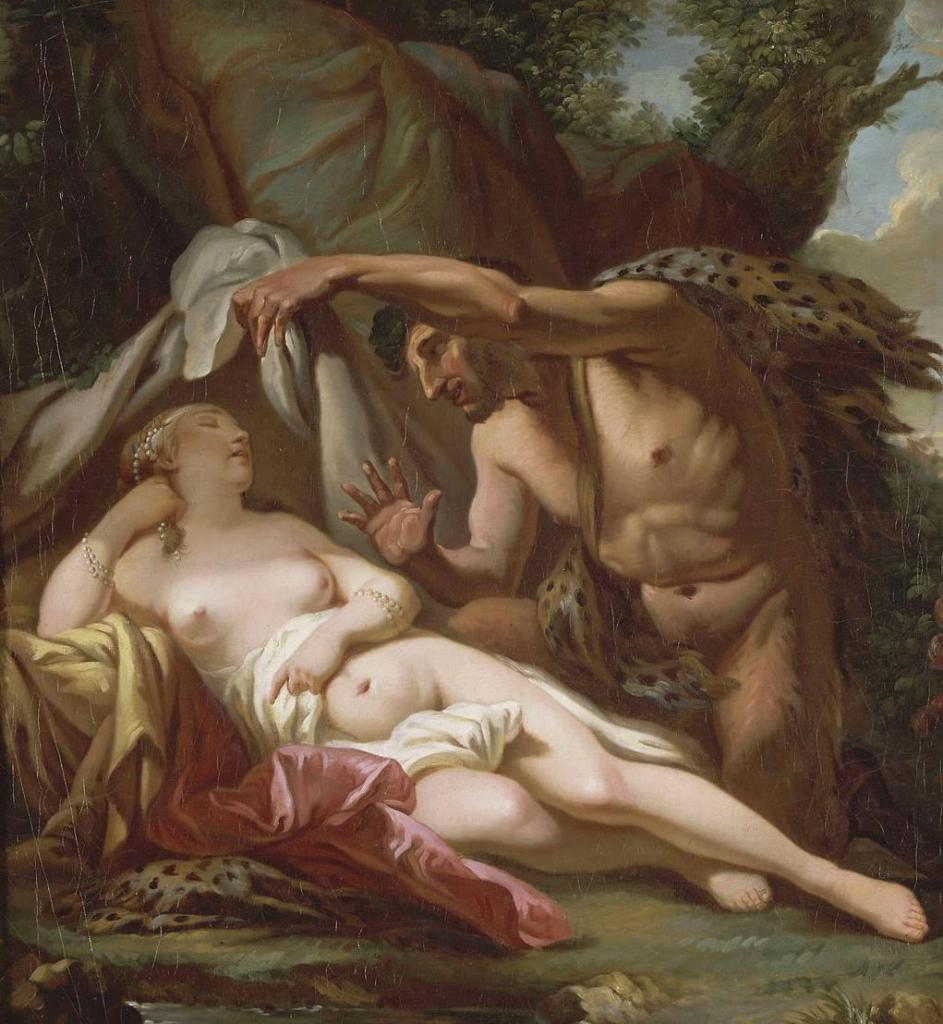
《朱庇特与安提俄佩》

《朱庇特与安提俄佩》（Jupiter and Antiope）可能是法国艺术家雅克-路易·大卫的一幅画作，创作时间可能是在1768年。这幅画表现朱庇特与安提俄佩。背面是一幅年轻女子的素描。确定作品是困难的，因为大卫否认了他年轻时创作的大部分作品。
大卫把这幅画送给了他的表妹玛丽-弗朗索瓦·鲍德里和她的丈夫。她的孙子阿道夫·吉隆在1896年去世时把它留给了桑斯博物馆，现在仍在那里。1911年由查尔斯·萨尼尔出版。